# Prestazione straordinaria
 Prestazione straordinaria è un film del 1994 diretto e interpretato da Sergio Rubini.

## Trama
Clara Guerri, nuova direttrice di una casa editrice con l'incarico di ridurre il personale, è anche una seduttrice di uomini, che ama tenere sotto il suo controllo; a causa di un equivoco provocato dalla svampita segretaria Ornella, Aldo Fiore, un timido correttore di bozze, viene invitato a cena in luogo di Giraldi, un altro dipendente e, dopo un primo momento di freddezza, ella cerca di sedurlo nella sua suite, utilizzando il desiderio di Aldo di fare pubblicare un saggio scritto dalla fidanzata Silvana.
Egli però resiste e, inspiegabilmente, il giorno dopo si ritrova promosso a editor ma, dopo la seconda avance e il secondo rifiuto, Aldo, che nel frattempo ha comunicato l'accaduto a Silvana, viene trasferito al settore pornografico.
La direttrice cerca allora di irretire Silvana con la promessa di pubblicare il suo saggio e viene da lei invitata a casa, suscitando il malcontento di Aldo che rinfaccia a Clara il suo comportamento aziendale poco umano. La strategia di Clara riesce tuttavia a sollevare i primi dubbi nella coppia.
La sera dopo, Aldo riceve la notizia che il contratto per la pubblicazione del saggio è pronto ma è lui che deve recarsi nell'hotel dove alloggia Clara per ritirarlo. Aldo si fa accompagnare da Silvana all'appuntamento, ma una volta entrato in hotel si rifiuta di salire in camera di Clara, con conseguenze immediate: Silvana reagisce violentemente alla mancata acquiescenza del fidanzato ed egli trova finalmente la forza di dirle che il suo saggio non vale nulla, ponendo di fatto termine alla loro storia d'amore.
Il giorno dopo, Aldo devasta l'ufficio di Clara e libera la sua scrivania ritenendo di essere licenziato; a perdere il lavoro è però l'amico nevrotico Sgrò e, a causa di questo, Aldo decide di "cedere" per salvare l'amico, acconsentendo a partire con Clara per la Grecia alla ricerca di Grisaglia, uno scrittore che ha fatto perdere le sue tracce ma il cui reperimento è necessario per autorizzare la pubblicazione del suo importante romanzo.
Arrivati a Santorini, l'atmosfera di festa scioglie la freddezza e l'ostilità di Aldo che inizia a cercare di comprendere l'atteggiamento di Clara ma, mentre sembra che i due si stiano avvicinando, egli, complice il vino, rinfaccia pubblicamente alla donna le ragioni del suo comportamento, suscitando lo sconcerto degli astanti e venendo anche schiaffeggiato da un'anziana donna greca che gli rimprovera di non capire le donne.
Il giorno seguente, senza che alcun rapporto sia stato consumato, i due trovano Grisaglia; questi spiega loro i motivi della sua sparizione e infine firma l'autorizzazione, morendo immediatamente dopo. L'evento sconvolge Clara che rimette in discussione tutto il suo atteggiamento nei confronti degli uomini e del suo lavoro. Ella riparte per Roma e, rientrata in azienda, rifiuta il trasferimento a Milano e il posto di amministratore delegato, stanca di togliere il lavoro alle persone, presentando le sue dimissioni.
Grisaglia, però, si è solo finto morto per sanare i suoi debiti e ha ceduto i diritti di tutti i suoi lavori ad Aldo che, dopo avere confessato a Clara il suo amore, insieme a lei potrà creare una nuova piccola casa editrice.